# Шри-сукта
Шри-сукта (санскр. श्रीसूक्त, IAST: śrī-sūkta) — гимн Риг-веды, обращённый к одной из самых популярных богинь индуизма, богине Шри-Лакшми. Этот гимн входит в состав кхилини V мандалы Риг-веды в Башкара-шакхе (IAST: bāṣkala-śākhā), датируемых приблизительно добуддийсской эпохой.
Читается обычно для получения благословения богини Шри-Лакшми.

## Структура текста
Согласно современным исследователям (в частности, J. Scheftelowitz), состоит из нескольких совмещённых частей и её суммарный размер в некоторых редакциях может доходить до 55-60 строф:
| 1. | Часть первая состоит из строф с 1-й по 19-ю — сама Шри-сукта: - Строфы 1-2 — обращены к богине Шри; - Строфы 3-12 — обращены к богине Лакшми; - Строфы 13-19 — обращены к богине Шри.                                                                                               |
| 2. | Часть вторая — строфы с 16 по 29-ю — Шри-сукта-пхалашрути; |
| 3. | Третья часть начинается с 23-й строфы — но, фактически, входит в состав 2-й части. |
| 4. | Иногда добавляется и четвёртая часть — Шри-сукта-махатмья — фрагмент из 13-ти строф — диалог Парашурамы и Пушкары — из Вишну-дхармоттара-пураны, 129 глава. Её используют в некоторых школах вайшнавизма и шактизма. Читается обычно перед чтением самой Шри-сукты как дхйанашлоки. |

Наиболее древней считается 1-я часть — она датируется примерно тем же временем, что и брахманы; хотя вполне возможно, что гимн является поздней переработкой или компиляцией более древних гимнов. Второй слой датируется приблизительно временем Упанишад; третий — самый молодой и датируется раннеэпическиим периодом.

Шри-сукта входит в состав Панча-сукт, читаемых во время ежедневной абхишеки в большинстве индуистских храмов. Она также используется во время домашнего (индивидуального) почитания богини Шри и богини Лакшми.

## Значение и символизм

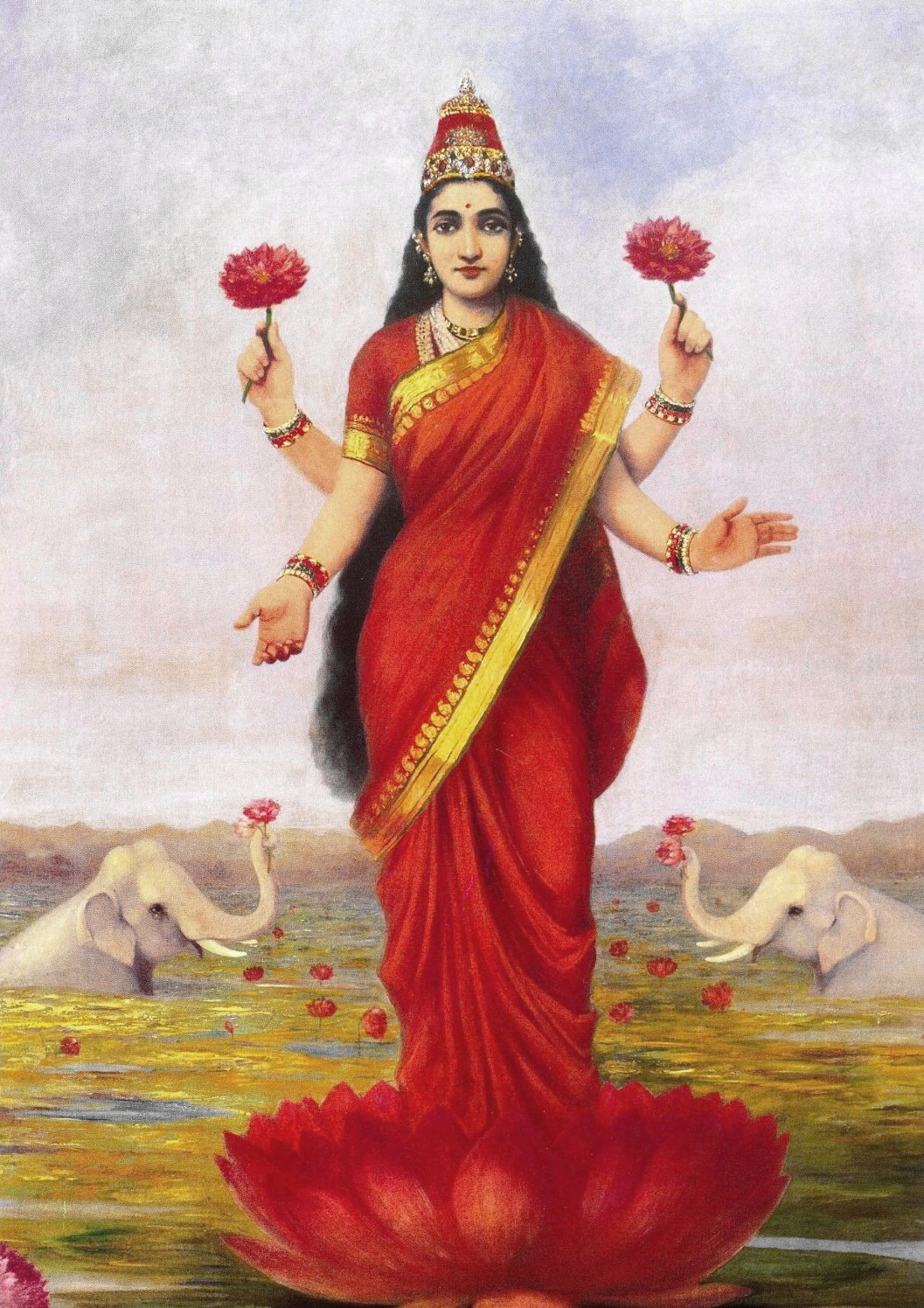
Позднее изображение Раджа Рави Вармы (1896 г.) Лакшми, показывающее мотивы лотосов и слонов согласно описанию Шри-сукты

Богиня Шри появляется уже в ранних гимнах Риг-веды и является персонификацией благости и удачи. Шри-сукта — фактически самый ранний из ведийских текстов, в котором проводятся параллели между этими двумя богинями. В более поздний период, когда началась кодификация основных Пуран (примерно 400-е годы н. э.), богиня Шри стала прочно ассоциироваться как один из основных аспектов богини Лакшми, которая к тому времени уже воспринималась как супруга Вишну.
Шри-сукта описывает Шри-Лакшми как прекрасную богиню, украшенную драгоценными камнями, сияющую как Агни, Сурья и Чандра. Она рассматривается как подательница славы, богатства и изобилия (золота, домашнего скота, лошадей и еды; она милостива к почитающим её и отгоняет от своих почитателей свою старшую сестру Джештху (санскр. ज्येष्ठा, IAST: jyeṣṭha — «старшая сестра»), предвестницу бед и неудач, которая олицетворяет а-лакшми. Также гимн связывает Шри-Лакшми с аграрным изобилием, плодородием и богатством — что проявляется в эпитете Кардама или Кардами (санскр. कार्दम, IAST: kārdama / санскр. कर्दमी, IAST: kārdamī — «мокрый, грязный»). С другой стороны, этот эпитет восходит к мифу о явлении богини Лакшми из Молочного Океана — когда Лакшми, в числе других сокровищ, добытых при пахтании, появилась из океана, риши Кардама (санскр. कर्दम, IAST: kardama) помог ей выйти на сушу (отсюда эпитет Лакшми — «Дочь [риши] Кардамы»).
Текст Шри-сукты постоянно использует мотивы лотоса (padma или kamala) и слона (gaja) — символы, которые связаны со Шри-Лакшми в более поздней литературе. В индуистской традиции (так же как и в буддизме и джайнизме) лотос является устойчивым символом чистоты, красоты, духовной силы, жизни, рождаемости и творения Вселенной (в тантризме). Слон считается символом царской власти и также связан с дождём и облаками, что усиливает статус Шри-Лакшми как богини плодородия и изобилия.
В поздней индуистской иконографии Шри-Лакшми часто изображается в виде Гаджа-Лакшми — богиня с четырьмя руками стоит на лотосе посреди озера с двумя слонами, извергающими струи воды из хоботов. Её верхние руки обычно держат два лотоса, нижние изображаются в мудрах «Благословение» и «Защита». Сам текст Шри-сукты буквально наполнен различными эпитетами богини (всего их более 110), часть которых (25 эпитетов) упоминает лотос:
О Лотосоокая, Лотособедрая, Лотосоликая, Рожденная из лотоса! Люби меня, благодаря этому я легко обрету счастье! (стих 18)
О Любящая лотосы! Падмини, Держащая лотос в руках! Обитающая в лотосе, Лотосоокая! Любимая вселенной, Умилостивляющая ум Вишну, Сделай Твои лотосные стопы приближенными ко мне! (стих 20)

### Шри-сукта-махатмья
Шри-сукта-махатмья (санскр. श्रीसूक्तमाहात्म्य, IAST: śrī-sūkta-māhātmya — «Величие Шри-сукты») представляет собою 13 стихов из 129 главы Вишну-дхармоттара-пураны, одной из упа-пуран, датируемой приблизительно VII—IX веками н. э. В этом фрагменте Рама, седьмая аватара Вишну, просит рассказать риши Пушкару о Шри-сукте и правилах почитания Лакшми. По своему содержанию Шри-сукта-махатмья является коротким наставлением по почитанию Шри-Лакшми с кратким описанием хомы богине. В тексте места из всех четырёх вед с указанием на конкретные стихи и правила их чтения, а также приводится список вознаграждений за проведение различных подношений — цветками лотоса и листьями бильвы — богине. Обычно текст Шри-сукта-махатмьи читается как дхьяна-шлоки перед чтением самой Шри-сукты.

## Ритуальное применение
Как пишет Свами Кришнананда, эту сукту очень хорошо читать по пятницам, во время обычного почитания Богини. Наилучшим временем для чтения Шри-сукты считается или раннее утро или полдень — как указывает Р. Кашьяп, желательно предварительно выучить текст наизусть, с правильным произношением по сварам. В некоторых направлениях тантрического шактизма чтение Шри-сукты сопровождает ритуал почитания Шри-янтры.